# Новите филми за Скуби-Ду
„Новите филми за Скуби-Ду“ (на английски: The New Scooby-Doo Movies) е американски анимационен мистъри комедиен сериал, продуциран от Хана-Барбера за CBS. Това е вторият сериал за поредицата „Скуби-Ду“ и е първото вплъщение след „Скуби-Ду, къде си?“. Премиерата му е на 9 септември 1972 г. и приключва на 27 октомври 1973 г., който се излъчва за два сезона по CBS като единствено половин-часов сериал за поредицата. Продуцирани са над 24 епизода, 16 епизода за сезона 1972-1973 и повече осем за сезона 1973-74.

## В България
В България сериалът започва излъчване през 2010 г. по Картун Нетуърк с български нахсинхронен дублаж, записан в студио „Александра Аудио“. Екипът се състои от:
| Роля          | Изпълнител |
| ------------- | --- |
| Шаги          | Георги Стоянов |
| Скуби-Ду      | Георги Спасов |
| Фред          | Кирил Бояджиев |
| Дафни         | Златина Тасева |
| Велма         | Татяна Етимова |
| Други гласове | Василка Сугарева Петя Арнаудова Симона Нанова Анатолий Божинов Явор Караиванов Здравко Димитров Лъчезар Стефанов Георги Тодоров Георги Георгиев Тодор Танчев Петър Добрев Атанас Панчев Илия Иванов Илиян Марков Христо Бонин |

| Обработка              | Александра Аудио                                                     |
| ---------------------- | -------------------------------------------------------------------- |
| Изпълнителен продуцент | Васил Новаков                                                        |
| Преводач               | Силвия Вълкова                                                       |
| Тонрежисьори           | Наталия Антонова Марин Лашев Стамен Янев Мартин Станев Георги Тончев |
| Режисьор на дублажа    | Василка Сугарева                                                     |